# Susanne Nordström
Susanne Christina Nordström, född 16 april 1963 i Klosters församling i Eskilstuna, är en svensk politiker (moderat). Hon är riksdagsledamot (talmansersättare) sedan 2022, invald för Östergötlands läns valkrets.
Nordström kandiderade i riksdagsvalet 2022 och blev ersättare. Hon är tjänstgörande talmansersättare för Andreas Norlén sedan 26 september 2022.